# استرکوبیلین
استرکوبیلین (به انگلیسی: Stercobilin) با فرمول شیمیایی C33H46N4O6 یک ترکیب شیمیایی با شناسه پاب‌کم 5280507 است. که جرم مولی آن ۵۹۴٫۷۴۲ گرم بر مول می‌باشد. 